# 梅特韦勒
梅特韦勒是德国莱茵兰-普法尔茨州的一个市镇。总面积5.49平方公里，总人口252人，其中男性126人，女性126人（2011年12月31日），人口密度46人/平方公里。